# Fritz Wever
Fritz Wever (* 18. Januar 1852 in Kleve; † 24. März 1913 in Düsseldorf) war ein deutscher Architekt, preußischer Baubeamter und Hochschullehrer an der Technischen Hochschule (Berlin-)Charlottenburg. Er war Begründer der Düsseldorfer Grünflächenkommission, einem wesentlichen Teil des späteren Regionalverbands Ruhr.

## Leben
Fritz Wever war der dritte von sechs Söhnen des preußischen Generalstaatsanwalts Carl Georg Wever und seiner Ehefrau Catharina geb. Tavenraat.
Wever war Schüler des Städtischen Dorotheen-Realgymnasiums, wo er in der Prima Gründer einer Schülerbibliothek war. Von Ostern 1873 arbeitete er als Baueleve in den Büros der Architekten Housselle und Schwechten.
1874 schrieb er sich an der Universität Zürich ein und hörte dort unter anderem Vorlesungen des deutschen Freiheitskämpfers Gottfried Kinkel. Von 1874 an besuchte er für sechs Semester die Berliner Bauakademie, an der er das Bauführerexamen bestand. Anschließend trat in das Architekturbüro Gropius und Schmieden (Martin Gropius und Heino Schmieden) ein. Im Frühjahr 1878 wurde ihm die selbständige Bauausführung eines Postamtes auf dem Bahnhof Hansdorf in Schlesien übertragen. Da er ohne Techniker und Buchführer auskommen musste, hielt er später dieses Projekt für seine am meisten ihn fördernde Lehrzeit.
Nach Fertigstellung des Postgebäudes wurde er in das Kaiserliche Generalpostamt nach Berlin berufen, in dem er bis zur Vorbereitung auf das zweite Staatsexamen zum Regierungsbaumeister (Assessor in der öffentlichen Bauverwaltung) blieb. Nachdem er dieses 1884 bestanden hatte, erhielt er die Vertretung des erkrankten Baurats Werner in Naumburg (Saale). Die preußische Bezirksregierung Merseburg übertrug ihm den Bau der Straacher Kirche bei der Lutherstadt Wittenberg und nach dem Tod seines Vorgesetzten die Leitung der Kreisbauinspektion Wittenberg. In Wittenberg schuf er das Wohnhaus des Amtsrichters Rubach und das Kaiser-Wilhelm-Augusta-Hospital.
Im Mai 1886 erhielt er die Aufforderung, sich an der Projektierung und Erbauung mehrerer Universitätsgebäude in Göttingen zu beteiligen. Er war mit dem vollständigen Umbau der Sternwarte Göttingen, dem Neubau des botanischen Museums und des pathologischen Instituts beschäftigt. Seine Vorträge an der Universität Göttingen erschienen 1887 im Ruprecht Verlag.
Im Januar 1891 wurde er als sogenannter „Hilfsarbeiter“ in das preußische Ministerium der öffentlichen Arbeiten in Berlin berufen. Ostern 1892 kam er als Bauinspektor an das Polizeipräsidium Berlin. In Fortsetzung seiner Göttinger Lehrtätigkeit habilitierte er sich 1894 an der Technischen Hochschule (Berlin-)Charlottenburg (der heutigen Technischen Universität Berlin) und hielt dort Vorlesungen, bis er 1908 diese für ihn befriedigende Tätigkeit wegen Arbeitsüberlastung aufgab.
1897 wurde er im Rang eines Landbauinspektors an die preußische Bezirksregierung Potsdam versetzt. In der Abteilung Domänen und Forsten erhielt er die Ernennung zum Baurat. Seine größte Privatarbeit war der Bau der Berliner Kirche St. Lazarus auf dem Eckgrundstück Romintener Straße und Cadiner Straße in Berlin, die später im Volksmund Berliner Ostdom hieß, da sie 1100 Sitz- und 300 Stehplätze hatte.
Wever wurde 1909 im Rang eines Regierungs- und Baurats zur preußischen Bezirksregierung Düsseldorf versetzt, wo er als einziger staatlicher Wohnungsinspektor in Preußen tätig war. Damit war er dort wieder beruflich mit der Verbesserung der Wohnbedingungen der sozial Schwachen betraut. Mit seinem Wirken, für das er Mithilfe und Einsicht weiter städtebaulich und sozialpolitisch interessierter Kreise zu wecken wusste, verband er eine rege Vortragstätigkeit. Er trat unter anderem auf dem Dresdner Hygienekongress und auf der Städtebauausstellung 1912 in Düsseldorf auf.
Vor einem Ausschuss im Preußischen Abgeordnetenhaus führte 1913 Oberregierung- und Baurat Ludwig Hercher aus: „In einer Hinsicht können wir Düsseldorfer wohl etwas Besonderes in Anspruch nehmen, das ist unsere Priorität auf dem Gebiet der Landesplanung. Bereits im Jahre 1910 bildete der damalige Regierungspräsident Kruse auf Anregung des Regierungs- und Baurats Wever eine sogenannte Grünflächenkommission. Diese stellte es sich zur Aufgabe, einen große Teile des Regierungsbezirks umfassenden Grünflächen- und einen Verkehrslinienplan aufzustellen.“ Damit leistete er einen bis heute wahrnehmbaren wichtigen Beitrag, dass Düsseldorf seinen städtebaulichen Charme mit zahlreichen Grünanlagen behielt. Aus der Düsseldorfer Grünflächenkommission entwickelte sich der 1920 gegründete Ruhrsiedlungsverband.
Fritz Wever heiratete 1887 in Güstrow Emma Kortüm, Tochter des Rittergutsbesitzers Helmuth Boguslav Kortüm und seiner Ehefrau Emma geb. Ihlefeld. Aus der Ehe gingen sieben Kinder hervor.

## Mitgliedschaften und Auszeichnungen
1907 wurde Fritz Wever mit dem preußischen Roten Adlerorden IV. Klasse ausgezeichnet.
Er unterstützte seinen Bruder Walther G. Wever bei der Erforschung der Familiengeschichte, der vom Ausland nur sporadisch die Arbeiten vorantreiben konnte und organisierte 1911 in Hagen den ersten Wever´schen Familientag.

## Veröffentlichungen
- Umbau der Sternwarte zu Göttingen. In: Zeitschrift des Architekten- und Ingenieurvereins zu Hannover, 39. Jahrgang 1893, Spalte 157–164, Zeichnungen: Blatt 6–8[3]